# 左頭弦馬
左頭弦馬（さとう げんば、生没年不明）は日本の探偵作家。

## 人物
経歴は不詳だが、京都府の出身という。戦前に京都の探偵雑誌「ぷろふいる」編集部に勤める傍ら、数編の短編を同誌に発表。上京して小栗虫太郎の世話になりながら窮乏のうちに作家修行をしたが、大成は叶わず、京都に帰郷ののち早世したとされる。

## 作品
- 『踊り子殺しの哀愁－紳氏ヴァン・バードル氏の奇妙な実験－』（双葉社刊『怪奇探偵小説集III』所収）